# Skärmåra
Skärmåra (Asperula taurina) är en måreväxtart som beskrevs av Carl von Linné. Enligt Catalogue of Life ingår Skärmåra i släktet färgmåror och familjen måreväxter, men enligt Dyntaxa är tillhörigheten istället släktet färgmåror och familjen måreväxter. Arten förekommer tillfälligt i Sverige, men reproducerar sig inte. Inga underarter finns listade i Catalogue of Life.